# Arbanitis kirstiae
Espèce
Synonymes
- Misgolas kirstiae Wishart, 1992

Arbanitis kirstiae est une espèce d'araignées mygalomorphes de la famille des Idiopidae.

## Distribution
Cette espèce est endémique de Nouvelle-Galles du Sud en Australie. Elle se rencontre vers Willowvale.

## Description
La carapace du mâle holotype mesure 5,19 mm de long sur 4,09 mm et l'abdomen 4,00 mm de long sur 3,02 mm et la carapace de la femelle paratype mesure 7,45 mm de long sur 5,87 mm et l'abdomen 8,53 mm de long sur 6,19 mm.

## Étymologie
Cette espèce est nommée en référence à Kirstie Wilson Wishart, la fille de Graham Wishart.

## Publication originale
- Wishart, 1992 : New species of the trapdoor spider genus Misgolas Karsch (Mygalomorphae: Idiopidae) with a review of the tube-building species. Records of the Australian Museum, vol. 44, no 3, p. 263-278 (texte intégral).